# Красна Рєчка (Бокситогорський район)
Красна Рєчка (рос. Красная Речка) — присілок Бокситогорського району Ленінградської області Росії. Входить до складу Єфімовського міського поселення.
Населення — 21 особа (2003 рік). 